# La Gacilly (comuna delegada)
La Gacilly (en Brito-románico La Gaczilhae) y (en occitano Gazilieg) era una comuna francesa situada en el departamento de Morbihan, de la región de Bretaña, que el uno de enero de 2017 pasó a ser una comuna delegada de la comuna nueva de La Gacilly al unirse con las comunas de Glénac y La Chapelle-Gaceline.

## Historia
El origen de La Gacilly no parece remontar más allá del siglo XII, como indica su topónimo precedido de un artículo. La localidad no tenía todavía el estatus de parroquia a comienzos del siglo XIV.
Desde 1971 se han instalado más de una treintena de artesanos que han dinamizado la vida local y atraído a los turistas. Desde 2003 se celebra anualmente un reconocido festival de fotografía con el fin de presentar el trabajo de fotógrafos en relación con la naturaleza y los pueblos.
En La Gacilly se encuentra también la sede social del grupo Yves Rocher, cuyo fundador nació en la localidad y donde se haya, a su vez, la fundación de su nombre; cuyo director es, además, el alcalde de la comuna (2017).

## Demografía
| Gráfica de evolución demográfica de La Gacilly (comuna delegada) entre 1800 y 2014 |
|                                                                                    |

Los datos demográficos contemplados en este gráfico de la comuna de La Gacilly se han cogido de 1800 a 1999 de la página francesa EHESS/Cassini, y los demás datos de la página del INSEE.

## Lugares de interés
- Menhires de la Roche piquée.
- Iglesia del siglo XIX.

## Personalidades
- Yves Rocher